# Petter Thoresen (ishockeyspiller)
 For alternative betydninger, se Petter Thoresen. (Se også artikler, som begynder med Petter Thoresen)
Petter Thoresen (født 25. juli 1961 i Oslo, Norge) er en norsk ishockey træner og tidligere spiller, der i øjeblikket fungerer som hovedtræner for Norsk landshold, hvor han har været ansvarlig siden maj 2016.  Han spillede for Hasle/Løren, Manglerud Star, Storhamar Dragons og Vålerenga. Han er far til spillere Steffen Thoresen og Patrick Thoresen.

## Spilkarriere
I Vålerenga nåede han 367 point i 220 spil, hvilket giver ham en fjerdeplads på klubbens high-high-liste.
Før sæsonen 1992-93 flyttede han til Storhamar Dragons, hvor han opnåede 155 point i 150 kampe.

## Coaching karriere
Halvvejs gennem sæsonen 1995/1996 blev han manager for Storhamar Dragons og førte dem til den norske titel, hans første som træner. I 2000 underskrev han med Vålerenga og tjente som deres træner indtil 2004, da han vendte tilbage til Storhamar Dragons for at hjælpe dem med at få stabilitet i et kæmpende hold. I 2009 underskrev han en 3-årig kontrakt med Stavanger Oilers.  Han forlod Oilers i 2016 for at blive hovedtræner for Norsk landshold. 

## International karriere
Han har spillet 96 kampe for Norges landshold, hvilket gør ham til femte mest kendte spiller på landsholdet. Han optrådte ved fem Olympiske Lege, den første i 1980 og sidst i 1994 og blev den anden hockeyspiller, der gjorde det efter Tysklands Udo Kießling.

## mesterskaber
- Spiller:
- Vålerenga:
- 1984/1985 - Norgesmestre

1986/1987 - Norgesmestre
- 1987/1988 - Norgesmestre
- 1990/1991 - Norgesmestre
- Træner:
- Storhamar Dragons:

1995/1996 - Norgesmestre
- 1996/1997 - Norgesmestre
- 1999/2000 - Norgesmestre
- Vålerenga:
- 2000/2001 - Norske mestre
- 2003/2004 - Norgesmestre
- Stavanger Oilers:
- 2009/2010 - Norgesmestre
- 2011/2012 - Norgesmestre
- 2012/2013 - Norgesmestre
- 2013/2014 - Norgesmestre
- 2014/2015 - Norgesmestre
- 2015/2016 - Norgesmestre